# Kastanjehuvad tangara
Kastanjehuvad tangara (Thlypopsis pyrrhocoma) är en fågel i familjen tangaror inom ordningen tättingar.

## Utseende och läte
Hane kastanjehuvad tangara är en övervägande grå fågel med svart på panna och i en ögonmask och kastanjebrunt huvud. Honan är olivgrön ovan och grå under, med en antydan av rostrött på hjässan. Sången består av ett mycket ljust "pseee-pseee-pseee, tweee-tweee-tweee".

## Utbredning och systematik
Fågeln förekommer i östra Paraguay, sydöstra Brasilien och nordöstra Argentina (Misiones). Tidigare placerades den som enda art i släktet Pyrrhocoma. DNA-studier visar dock att den är inbäddad i släktet Thlypopsis och förs allt oftare dit. Dock hamnar fågelns vetenskapliga artnamn ruficeps i konflikt med soltangara (T. ruficeps), varför kastanjehuvad tangara tilldelats ett nytt vetenskapligt artnamn, pyrrhocoma.

## Levnadssätt
Kastanjehuvad tangara hittas i tät undervegetation i fuktiga skogar och ungskog, ofta med inslag av bambu. Där uppträder den tillbakadraget och kan vara svår att få syn på.

## Status och hot
Arten har ett stort utbredningsområde, men tros minska i antal, dock inte tillräckligt kraftigt för att den ska betraktas som hotad. Internationella naturvårdsunionen IUCN listar arten som livskraftig (LC).